# Pendarvis Williams
Pendarvis L. Williams (Filadelfia, Pensilvania, 13 de noviembre de 1991) es un baloncestista estadounidense que pertenece a la plantilla del JA Vichy-Clermont de la Pro B francesa. Con 1,98 metros de estatura, juega en la posición de escolta.

## Trayectoria deportiva

### Universidad
Jugó cuatro temporadas con los Spartans de la Universidad Estatal de Norfolk, en la que promedió 12,5 puntos, 4,0 rebotes y 2,0 asistencias por partido, En 2013 llevó a los Spartans, tras la marcha de Kyle O'Quinn, a un balance de 16-0 en su conferencia, siendo elegido Jugador del Año de la MEAC e incluido en el mejor quinteto de la Mid-Eastern Athletic Conference.

### Profesional
Tras no ser elegido en el Draft de la NBA de 2014, fichó por el Fortitudo Agrigento de la Serie A2 italiana, donde jugó una temporada en la que promedió 14,5 puntos y 4,6 rebotes por partido.
El 13 de junio de 2015 se comprometió con la Virtus Bologna de la Serie A, equipo con el que únicamente disputó once partidos, en los que promedió 7,5 puntos y 3,1 rebotes, siendo despedido en el mes de enero de 2016.
El 31 de octubre de 2016 fichó por los Maine Red Claws de la NBA D-League.
[actualizar]